# Многоудобноє
Многоудобноє — село в Шкотовському районі Приморського краю, входить в Штиковське сільське поселення. Розташоване на річці Артемівка, у місці впадання в неї річки Харитонівка. Засноване 1884 року переселенцями з Суразького повіту Чернігівської губернії. Назва отримала від слова «удобне».
За півкілометра на північ від села, на річці Артемівка, розташоване Артемівське водосховище, що забезпечує водою міста Артем та Владивосток. Многоудобноє відомо також розташованим в ньому кінно-спортивний клубом  і, що розташованою поблизу гори Фланговая (Вон Ган), знаменитої своїми печерами «Срібна» та «Дракон», у яких були виявлені сліди первісної культури.